# برنامج قوة الطفل (اليونيسيف)
برنامج قوة الطفل التابع لمنظمة اليونيسف (UNICEF Kid Power)  هي برنامج خيري تم إطلاقه في عام 2015 كقسم من صندوق الولايات المتحدة لليونيسف . وهو أول برنامج مميز لليونيسف في مجال الادوات التقنية والاجهزة. طورت اليونيسف برنامج قوة الطفل (كيد باور)، بمساعدة شركة التكنولوجيا كالوري كلاود واستوديو التصميم ذخيرة التي يتخذ من كاليفورنيا مقراً له ، وكانت أول أداة تعقب نشاط  تسمى اسوارة قوة الطفل مبادرة قوة الطفل التابعة لمنظمة اليونيسيف.
تعمل هذه الاسوارة كسوار لتعقب اللياقة البدنية للأطفال يتصل بتطبيق الهاتف الذكي. يتيح التطبيق للمستخدمين إكمال المهام ، والتي تحسب إجمالي الخطوات ونقاط المكافأة. تتيح النقاط بعد ذلك التمويل من الشركاء ، والذي تستخدمه اليونيسف بعد ذلك لتوصيل حزم  من الأغذية العلاجية للأطفال المصابين بسوء التغذية الحاد حول العالم.

## تاريخ المبادرة
صرح راجيش أناندان، نائب الرئيس الأول للشراكات الاستراتيجية ويونيسف فينتشرز، أن برنامج ومبادرة يونيسف كيد باور ومنتجها كيد باور باند هو في الأساس امتداد رقمي لبرنامج تريك أو تريت لليونيسف ، والذي بدأ في عام 1950.

## الشراكات
لدى مبادرة يونيسف كيد باور عدد من الشراكات والتعاون. في 22 مايو 2016 ، تعاونت اليونيسف كيد باور مع حرب النجوم لإنشاء فرقة كيد باور باند حصرية بأسلوب حرب النجوم.
تعاونت الرابطة الوطنية لكرة السلة أيضًا مع برنامج يونيسف كيد باور عبر سكرامنتو كينغز. يشمل التعاون برنامج «كيد باور» التجريبي للملوك واليونيسف ومدينة ساكرامنتو، حيث تعاونت جميع المنظمات الثلاث للاستفادة من قوة التكنولوجيا في محاولة لتثقيف وإبراز لياقة الطلاب في منطقة ساكرامنتو الأوسع.
البرنامج تعاون أيضًا في الفصل الدراسي ، مع يونيسيف تيك (اليونيسف للتكنولوجيا) وسكولاستيك Scholastic.

## التعاون مع لاعبي الرياضة
كما تعاون برنامج يونيسف كيد باور مع عدد من الرياضيين من الجمباز وكرة القدم وكرة السلة والبيسبول وأكثر من ذلك بكثير. شارك هؤلاء الرياضيون كأبطال قوة الأطفال، كجزء من برنامج المهمة العالمية لليونيسف كيد باور:
- أليكس مورجان
- تايسون تشاندلر
- بيثاني موتا
- علي رايزمان
- لوران دوفيلير
- دارتانيون كروكيت
- ميريل ديفيس
- ديفيد أورتيز
- مايا مور
- كارا يار خان
- اشلي اكشتاين

خارج ألعاب القوى ، شاركت الفنانة بينك الحائزة على جائزة جرامي أيضًا كسفيرة لليونيسف ومتحدثة باسم كيد باور الوطنية.